# Otto Schauer
Otto Schauer (* 7. September 1923 in Stuttgart; † 5. März 1985 in Paris) war ein deutscher Maler. Er lebte einen großen Teil seines Lebens in Frankreich.

## Leben und Wirken
Otto Schauer wurde am 7. September 1923 als Sohn von Otto Schauer sen., einem Konstruktionsingenieur in der Autobranche, und Luise, geborene Käppeler, in Stuttgart geboren. Er hatte eine elf Jahre jüngere Schwester. Er besucht das Städtische Gymnasium in Stuttgart. Ab 1939 hatte er Zeichenunterricht bei Anton Kolig, der ihn auch motivierte, eine Karriere als Künstler zu beginnen. Nach seinem Militärdienst ab 1941, wo er die Schrecken des Krieges in Italien und an der Ostfront erlebte, kehrte er nach dem Zweiten Weltkrieg in das zerstörte Stuttgart zurück. 1945 wurde er an der Stuttgarter Akademie aufgenommen und studierte bei dem frankophilen Willi Baumeister.
1947 hatte er seine erste Ausstellung bei dem Kunsthändler Lutz in Stuttgart. 1950 übersiedelte er nach Paris. Er lebt dort zunächst in ärmlichen Verhältnissen und fand mit seiner Malerei wenig Anerkennung. Ab 1952 ging es wieder bergauf. Er hatte erste Ausstellungen in Paris und heiratete 1953 seine Muse, die Kanadierin Thérèse Gagné. Ein Jahr später zog er nach Linas in der Umgebung von Paris um, wo er neun Jahre lebte. Er beschäftigte sich dort mit dem Licht und dessen Einfluss auf die umgebende Landschaft. Ab 1963 reiste er immer wieder nach Kanada und bewunderte dort die Intensität der Natur.
Nach Aufenthalten in Deutschland und Österreich Mitte der 1960er Jahre kehrte er nach Paris zurück. Dort entstanden seine bekanntesten Bilderzyklen. Seine Bilder hielten nun auch in den großen Pariser Museen Einzug. Erst 1983 stellte er im Rahmen einer Retrospektive wieder in Deutschland aus (Galerie der Stadt Stuttgart). Er starb nach längerer Krankheit am 5. März 1985 in Paris. Trotz seiner künstlerischen Erfolge in Frankreich blieb er in Deutschland weitgehend unbekannt.